# BMO Stadium

Het BMO Stadium, voorheen Banc of California Stadium, is een Amerikaans voetbalstadion in Los Angeles. Het stadion werd gebouwd op een terrein grenzend aan het Los Angeles Memorial Coliseum, in het Exposition Park, gelegen in de University Park wijk, direct ten zuiden van de campus van de University of Southern California.  Het stadion staat op de site van de voormalige polyvalente sporthal Los Angeles Memorial Sports Arena, die hier werd gebouwd in 1959 en afgebroken in 2016.
Eigenaar en bespeler van het stadion is Los Angeles FC. De club kon bij de eerstesteenlegging dat het een overeenkomst had gesloten met de Banc of California voor de naam van het stadion. Voor 100 miljoen Amerikaanse dollar zou het stadion gedurende 15 jaar de naam van de bank dragen. Per 19 januari 2023 draagt het stadion echter de naam BMO Stadium, naar Bank of Montreal.
Het stadion heeft een dak bedekt met 18.000 m² ETFE-folie. De 8.000 m² grasveld wordt ingezaaid met verbeterd bermudagras. Op de parking zijn 5% van de parkeerplaatsen voorzien van oplaadpunten.
Het stadion werd ingehuldigd op 18 april 2018. De eerste match die Los Angeles FC in het uitverkochte stadion met 22.000 toeschouwers speelde was een competitiewedstrijd tegen Seattle Sounders FC die Los Angeles won met 1-0 met een goal in de slotminuut gescoord door Laurent Ciman.

## Gold Cup
In 2019 werd dit stadion gebruikt voor 2 wedstrijden op de CONCACAF Gold Cup 2019.
| № | Datum        | Wedstrijd              | Uitslag | Gold Cup   | Toeschouwers |
| - | ------------ | ---------------------- | ------- | ---------- | ------------ |
| 1 | 25 juni 2019 | Jamaica – Curaçao      | 1 – 1   | Groepsfase | 22.503       |
| 2 | 25 juni 2019 | Honduras – El Salvador | 4 – 0   | Groepsfase | 22.503       |

## Olympische Zomerspelen 2028
In 2017 werd aangekondigd dat het stadion ook zal ingezet worden voor toernooien van Rugby Sevens, waarbij het onder meer de permanente locatie wordt van het Grand Prix Rugby Series tornooi. Mannen- en vrouwenploegen voetbal zullen onder meer in het BMO Stadium spelen bij de Olympische Zomerspelen 2028.